# Tous les hommes sont mortels
Tous les hommes sont mortels est un roman de Simone de Beauvoir publié le 17 décembre 1946 aux éditions Gallimard.

## Historique
À la fin de la guerre, Simone de Beauvoir vient de créer avec Jean-Paul Sartre la revue politique Les Temps modernes qui cherche à faire connaître l'existentialisme à travers la littérature contemporaine. C'est dans ce contexte qu'elle fait paraître chez Gallimard, également éditeur de la revue, son troisième roman Tous les hommes sont mortels.

## Résumé
Raymond Fosca est un prince toscan né le 17 mai 1279. Sa mère est morte peu de temps après sa naissance et il a été élevé par son père. Un moine a été embauché pour former le jeune garçon à la religion catholique romaine mais Fosca proclame fièrement ne craindre ni Dieu, ni homme. Un jour, il se voit proposer l'immortalité s'il laisse la vie sauve à un pauvre hère de passage. Homme ambitieux, il boit sans hésitation l'élixir qu'on lui offre et traverse les siècles, rencontrant toutes les grandes figures de l'Histoire jusqu'à l'époque contemporaine.

## Adaptations
Le roman est adapté en 1995 au cinéma dans le film franco-britannico-néerlandais All Men Are Mortal réalisé par Ate de Jong avec Irène Jacob, Stephen Rea et Chiara Mastroianni.
Au théâtre, le livre est mis en scène dans la pièce homonyme par Alexandra Dadier en 2004 au Théâtre les Déchargeurs à Paris, avec Christian Fromont et Philippe Trent.

## Éditions
- Éditions Gallimard, coll. « Blanche », 1946[1]
- Éditions Gallimard, Reliures d'éditeur, 1946, 360 p. – Édition reliée d'après la maquette de Mario Prassinos[2]
- Éditions Gallimard, coll. « Soleil », no 108, 1963, 292 p.
- Éditions Gallimard, coll. « Folio », no 533, 1974  (ISBN 9782070365333), 544 p.

## Traductions
La première édition américaine de cette œuvre est publiée par la World Publishing Company en 1955, ensuite diffusée par les éditions Norton. La première traduction en anglais est signée par Leonard M. Friedman. Le prince consort Henri de Laborde de Monpezat dit Henrik, en collaboration avec son épouse, la reine Margrethe II de Danemark, décide de traduire cette œuvre en danois sous le pseudonyme de H. M. Vejerbjerg,. L'ouvrage est publié en 1981.